# Кубок України з волейболу серед жінок 2021—2022
Кубок України сезону 2021/2022 стартував 24 вересня 2021 року. 

## Перший етап

### Група А
1. «Воллейбук-ЧНУ-ЧОДЮСШ» (Чернівці)
2. «Олімпія-ДЮСШ № 2» (Івано-Франківськ)
3. «Новатор» (Хмельницький)

### Група Б
1. «Університет-ШВСМ» (Чернігів)
2. МСК «Дніпро» (Черкаси)
3. НУФВСУ (Київ)
4. ТЕОСОФ-ДЮСШ-2 (Біла Церква)

### Група В
1. Академія «Прометей» (Дніпропетровська область)
2. «Южанка» ЧНУ-ДЮСШ № 5 (Миколаїв)
3. КЗ «ДОСФКСП ім. С. Бубки» (Бахмут)
4. «Іскра-ДДАЕУ» (Підгородне)

### Група Г
1. «Регіна-2-КОСЛ» (Рівненська область)
2. «Нафтуся» (Трускавець)
3. «ДЮСШ-ДНЗ ВПУ-34 Стрий» (Стрий)

## Другий етап

### Група Д
1. «Волинь-Університет-ОДЮСШ» (Луцьк)
2. «Регіна-МЕГУ-ОШВСМ» (Рівне)
3. МСК «Дніпро» (Черкаси)
4. «Южанка» ЧНУ-ДЮСШ № 5 (Миколаїв)

### Група Е
1. «Хімік» (Южне)
2. «Добродій-Медуніверситет-ШВСМ» (Вінниця)
3. «Університет-ШВСМ» (Чернігів)

### Група Є
1. «Полісся-ШВСМ-ЖДУ» (Житомир)
2. «Галичанка-ЗУНУ» (Тернопіль)
3. «Воллейбук-ЧНУ-ЧОДЮСШ» (Чернівці)

### Група Ж
1. СК «Прометей» (Дніпропетровська область)
2. «Полтавчанка-ПНПУ» (Полтава)
3. «Нафтуся» (Трускавець)
4. «Регіна-2-КОСЛ» (Рівненська область)

### Група З
1. «Аланта» (Дніпро) — 8
2. «Орбіта-ЗНУ-ЗОДЮСШ» (Запоріжжя) — 5
3. Академія «Прометей» (Дніпропетровська область) — 5
4. «Олімпія-ДЮСШ № 2» (Івано-Франківськ) — 0

## Третій етап

### Група К
| Дата       | Час   |                     | Рахунок |                    | Сет 1 | Сет 2 | Сет 3 | Сет 4 | Сет 5 | Всього | Звіт |
| ---------- | ----- | ------------------- | ------- | ------------------ | ----- | ----- | ----- | ----- | ----- | ------ | ---- |
| 14.01.2022 | 18:00 | «Орбіта-ЗНУ-ЗОДЮСШ» | 3-0     | «Полтавчанка-ПНПУ» | 25–13 | 25–11 | 25–17 |       |       | 75–41  |      |
| 15.01.2022 | 12:00 | «Полтавчанка-ПНПУ»  | 0-3     | «Аланта»           | 20–25 | 14–25 | 18–25 |       |       | 52–75  |      |
| 16.01.2022 | 12:00 | «Орбіта-ЗНУ-ЗОДЮСШ» | 1-3     | «Аланта»           | 25–20 | 22–25 | 23–25 | 15–25 |       | 85–95  |      |

1. «Аланта» (Дніпро) — 6
2. «Орбіта-ЗНУ-ЗОДЮСШ» (Запоріжжя) — 3
3. «Полтавчанка-ПНПУ» (Лолтава) — 0

### Група Л
| Дата       | Час   |                            | Рахунок |                            | Сет 1 | Сет 2 | Сет 3 | Сет 4 | Сет 5 | Всього | Звіт |
| ---------- | ----- | -------------------------- | ------- | -------------------------- | ----- | ----- | ----- | ----- | ----- | ------ | ---- |
| 28.01.2022 | 16:00 | «Хімік»                    | 3-0     | «Волинь-Університет-ОДЮСШ» | –     | –     | –     |       |       | 0–0    |      |
| 28.01.2022 | 18:30 | СК «Прометей»              | 3-0     | «Полісся-ШВСМ-ЖДУ»         | –     | –     | –     |       |       | 0–0    |      |
| 29.01.2022 | 16:00 | «Полісся-ШВСМ-ЖДУ»         | 1-3     | «Волинь-Університет-ОДЮСШ» | –     | –     | –     | –     |       | 0–0    |      |
| 29.01.2022 | 18:30 | СК «Прометей»              | 3-0     | «Хімік»                    | 25–16 | 25–19 | 25–16 |       |       | 75–51  |      |
| 30.01.2022 | 11:00 | «Хімік»                    | 3-0     | «Полісся-ШВСМ-ЖДУ»         | –     | –     | –     |       |       | 0–0    |      |
| 30.01.2022 | 13:30 | «Волинь-Університет-ОДЮСШ» | 0-3     | СК «Прометей»              | –     | –     | –     |       |       | 0–0    |      |

1. СК «Прометей» (Дніпропетровська область) — 9
2. «Хімік» (Южне) — 6
3. «Волинь-Університет-ОДЮСШ» (Луцьк) — 3
4. «Полісся-ШВСМ-ЖДУ» (Житомир) — 0

## Фінал чотирьох

### Півфінал
| Дата       | Час   |         | Рахунок |          | Сет 1 | Сет 2 | Сет 3 | Сет 4 | Сет 5 | Всього | Звіт |
| ---------- | ----- | ------- | ------- | -------- | ----- | ----- | ----- | ----- | ----- | ------ | ---- |
| 19.02.2022 | 16:30 | «Хімік» | 3-2     | «Аланта» | 25–22 | 19–25 | 25–12 | 23–25 | 15–9  | 107–93 |      |

| 1                | Ганна Кириченко        | 25  |
| 3                | Поліна Дзюба           | 2   |
| 4                | Алла Політанська ()    | 3   |
| 6                | Кристина Нємцева       | (л) |
| 8                | Катерина Фролова       | 8   |
| 12               | Аніта Сінгх            |     |
| 15               | Юлія Микитюк           | 6   |
| 16               | Анастасія Маєвська     | 5   |
| 17               | Євгенія Хобер          | 19  |
| 18               | Інна Деніна            | 18  |
| Резерв:          |                        |     |
| 7                | Інна Коломієць         |     |
| 11               | Анастасія Нікольникова |     |
| Головний тренер: |                        |     |
| Євген Ніколаєв   |                        |     |

| 2                | Валерія Нудьга     | 15  |
| 4                | Юлія Литвиненко () | 9   |
| 5                | Поліна Кочеткова   | 5   |
| 6                | Катерина Васильєва | (л) |
| 7                | Марія Лозінська    | 4   |
| 9                | Варвара Букацелі   |     |
| 10               | Вікторія Олійник   |     |
| 11               | Олена Леоненко     | 6   |
| 12               | Влада Яворська     | 4   |
| 13               | Оксана Яковчук     | 10  |
| 14               | Дар'я Великоконь   | 3   |
| 22               | Таїсія Хорольська  | 15  |
| Головний тренер: |                    |     |
| Артем Дигтяренко |                    |     |

| Дата       | Час   |                     | Рахунок |               | Сет 1 | Сет 2 | Сет 3 | Сет 4 | Сет 5 | Всього | Звіт |
| ---------- | ----- | ------------------- | ------- | ------------- | ----- | ----- | ----- | ----- | ----- | ------ | ---- |
| 19.02.2022 | 19:30 | «Орбіта-ЗНУ-ЗОДЮСШ» | 1-3     | СК «Прометей» | 20–25 | 14–25 | 28–26 | 14–25 |       | 76–101 |      |

| 1                | Анастасія Петриченко  | 6   |
| 2                | Лідія Лучко ()        | 6   |
| 3                | Поліна Бурзак         | 10  |
| 4                | Аліка Луценко         | (л) |
| 5                | Наталія Луханіна      | 14  |
| 7                | Станіслава Парфьонова | 1   |
| 8                | Вікторія Ніколайчук   | (л) |
| 14               | Ксенія Пугач          | 7   |
| 17               | Вікторія Савченко     | 14  |
| Резерв:          |                       |     |
| 9                | Валерія Дорогань      |     |
| 15               | Катерина Гужва        |     |
| 16               | Вікторія Горб         |     |
| Головний тренер: |                       |     |
| Гарій Єгіазаров  |                       |     |

| 1                | Катерина Дудник      | 8   |
| 2                | Діана Мелюшкіна      | 11  |
| 3                | Богдана Анісова ()   | 14  |
| 4                | Нася Дімітрова       | 5   |
| 6                | Хейді Касанова       | 31  |
| 7                | Лора Кітіпова        | 7   |
| 9                | Юлія Герасимова      | 2   |
| 13               | Ольга Гейко          |     |
| 14               | Олександра Кутнякова | (л) |
| 15               | Жана Тодорова        | (л) |
| Резерв:          |                      |     |
| 5                | Катерина Сільченкова |     |
| 11               | Анна Харчинська      |     |
| 18               | Марина Мазенко       |     |
| Головний тренер: |                      |     |
| Іван Пєтков      |                      |     |

### Матч за третє місце
| Дата       | Час   |          | Рахунок |                     | Сет 1 | Сет 2 | Сет 3 | Сет 4 | Сет 5 | Всього | Звіт |
| ---------- | ----- | -------- | ------- | ------------------- | ----- | ----- | ----- | ----- | ----- | ------ | ---- |
| 20.02.2022 | 00:00 | «Аланта» | 0-3     | «Орбіта-ЗНУ-ЗОДЮСШ» | 12–25 | 12–25 | 15–25 |       |       | 39–75  |      |

| 2                | Валерія Нудьга     | 3   |
| 4                | Юлія Литвиненко () | 1   |
| 5                | Поліна Кочеткова   | 4   |
| 6                | Катерина Васильєва | (л) |
| 7                | Марія Лозінська    | 2   |
| 10               | Вікторія Олійник   |     |
| 11               | Олена Леоненко     | 5   |
| 12               | Влада Яворська     | 3   |
| 13               | Оксана Яковчук     | 8   |
| 14               | Дар'я Великоконь   | 1   |
| 22               | Таїсія Хорольська  | 3   |
| Резерв:          |                    |     |
| 3                | Катерина Дубова    |     |
| 9                | Варвара Букацелі   |     |
| Головний тренер: |                    |     |
| Артем Дигтяренко |                    |     |

| 2                | Лідія Лучко ()        | 10  |
| 3                | Поліна Бурзак         | 11  |
| 4                | Аліка Луценко         |     |
| 5                | Наталія Луханіна      | 18  |
| 7                | Станіслава Парфьонова | 3   |
| 8                | Вікторія Ніколайчук   | (л) |
| 14               | Ксенія Пугач          | 7   |
| 17               | Вікторія Савченко     | 8   |
| Резерв:          |                       |     |
| 1                | Анастасія Петриченко  |     |
| 9                | Валерія Дорогань      |     |
| 15               | Катерина Гужва        |     |
| 16               | Вікторія Горб         |     |
| Головний тренер: |                       |     |
| Гарій Єгіазаров  |                       |     |

### Фінал
| Дата       | Час   |               | Рахунок |         | Сет 1 | Сет 2 | Сет 3 | Сет 4 | Сет 5 | Всього | Звіт |
| ---------- | ----- | ------------- | ------- | ------- | ----- | ----- | ----- | ----- | ----- | ------ | ---- |
| 20.02.2022 | 00:00 | СК «Прометей» | 3-0     | «Хімік» | 25–8  | 25–13 | 25–19 |       |       | 75–40  |      |

| 1                | Катерина Дудник      | 9   |
| 2                | Діана Мелюшкіна      | 9   |
| 3                | Богдана Анісова ()   | 11  |
| 4                | Нася Дімітрова       | 11  |
| 6                | Хейді Касанова       | 14  |
| 7                | Лора Кітіпова        | 3   |
| 14               | Олександра Кутнякова | (л) |
| 15               | Жана Тодорова        | (л) |
| Резерв:          |                      |     |
| 5                | Катерина Сільченкова |     |
| 9                | Юлія Герасимова      |     |
| 11               | Анна Харчинська      |     |
| 13               | Ольга Гейко          |     |
| 18               | Марина Мазенко       |     |
| Головний тренер: |                      |     |
| Іван Пєтков      |                      |     |

| 1                | Ганна Кириченко        | 7   |
| 3                | Поліна Дзюба           |     |
| 4                | Алла Політанська ()    |     |
| 6                | Кристина Нємцева       | (л) |
| 7                | Інна Коломієць         |     |
| 8                | Катерина Фролова       | 5   |
| 11               | Анастасія Нікольникова |     |
| 15               | Юлія Микитюк           |     |
| 16               | Анастасія Маєвська     | 2   |
| 17               | Євгенія Хобер          | 3   |
| 18               | Інна Деніна            | 5   |
| Резерв:          |                        |     |
| 10               | Дар'я Степановська     |     |
| 12               | Аніта Сінгх            |     |
| Головний тренер: |                        |     |
| Євген Ніколаєв   |                        |     |